# 장한몽 (이문구)
《장한몽》(長恨夢)은 이문구의 장편소설이다.
이 소설은 1970년부터 1971년까지 《창작과 비평》에 연재되었다. 서울의 변두리 공동묘지 이장공사(移葬工事)에 몰려든 공사장 사람들은 이 사회의 가장 억척스런 삶의 양식을 몸으로 보이면서 고단한 풍속의 축소판을 보여준다. 여기에 나오는 일련의 인간상들은 한국전쟁과 빈곤의 현대사가 빚은 한(恨)의 세계에서 비극을 인식하고 상황에 정면으로 대결해서 자아를 발견하는 과정을 보여주고 있다. 작가는 여기서 특유의 토속어 구사와 해학적인 대화로 전통적인 한국인의 심상을 적절하게 묘사하고 있다. 이 소설로 1972년에 ‘한국창작문학상’을 받았다.